# Ел Негро (Порторико)
Ел Негро (шп. El Negro) град је у америчкој острвској територији Порторико, острвској држави Кариба.

## Демографија
По попису из 2010. године број становника је 1.075, што је 581 (-35,1%) становника мање него 2000. године.
| Група             | 2000.         | 2010.         |
| Белци             | 3 (0,2%)      | 5 (0,5%)      |
| Афроамериканци    | 113 (6,8%)    | 143 (13,3%)   |
| Азијати           | 0 (0,0%)      | 0 (0,0%)      |
| Хиспаноамериканци | 1.652 (99,8%) | 1.070 (99,5%) |
| Укупно            | 1.656         | 1.075         |